# 1991 OW
1991 OW är en asteroid i huvudbältet som upptäcktes den 18 juli 1991 av den amerikanske astronomen Henry E. Holt vid Palomarobservatoriet.
Asteroiden har en diameter på ungefär 3 kilometer.